# Legalzession (Deutschland)
Die Legalzession (lateinisch cessio legis) ist ein zivilrechtliches Rechtsinstitut, das den Übergang einer Forderung kraft Gesetzes bestimmt. Einer Übereignung kraft Rechtsgeschäfts bedarf es in diesen Fällen nicht.

## Geschichte
Im Mittelalter wurde die Auffassung des klassischen Juristen Iulius Paulus aufgegriffen, wonach Kauf und Abtretung von Hauptforderungen nicht erlöschen, wenn der Bürge seine Zahlungen vorbehaltlos vornimmt. Bartolus wies in diesem Zusammenhang auf einen gesetzlichen Forderungsübergang hin. Legalzessionen auf den Bürgen wurden in den naturrechtlichen Kodifikationen um die Wende zum 18. Jahrhundert fixiert. So regelte das preußische Landrecht die Legalzession auf den Bürgen in § 338 I 14 ALR, das bürgerliche Recht in Österreich in § 1358 ABGB und der Code civil in Art. 2029 CC. Das deutsche bürgerliche Recht nahm die Legalzession in § 774 Abs. 1 BGB auf.
Im Unterschied zur rechtsgeschäftlichen Abtretung gemäß § 398 BGB tritt der Forderungsübergang bei der Legalzession von selbst ein. Eine Legalzession kann durch die Vertragsparteien nicht verhindert werden.
Verwiesen wird für den gesetzlichen Forderungsübergang auf die für die rechtsgeschäftliche Abtretung geltenden Vorschriften, die entsprechend anwendbar sind, § 412 BGB. Insbesondere gelten die Vorschriften über die Abtretung von (akzessorischen) Nebenrechten (§ 401 BGB), die Auskunftspflichten des Zedenten (§ 402 BGB) und den Schuldnerschutz (§ 404, § 407, § 408 BGB). Nebenrechte unterliegen der Legalzession ebenfalls.

## Gesetzliche Regelungen der Legalzession

### Falltypen
Wer durch Zwangsvollstreckung Rechte an Sachen verliert, darf den Gläubiger befriedigen; die Forderung gegen den Vollstreckungsschuldner auf ihn über, § 268 Abs. 3 BGB. Für den die Gläubigerforderung begleichenden Gesamtschuldner, gilt der Forderungsübergang gemäß § 426 Abs. 2 BGB. Wird bei einer Bürgschaft (§ 774 BGB) der Bürge in Anspruch genommen, indem er für den Hauptschuldner die Forderung befriedigt, erlischt die Hauptforderung ebenfalls nicht, weil sie auf den Bürgen übergeht. Gleiches gilt für Hypotheken (§ 1142 ff. BGB), wenn der Grundstückseigentümer für den Schuldner zahlt beziehungsweise für Pfandrechte (§ 1225 BGB), wenn der Pfandgeber für den Schuldner zahlt, wobei das Pfand gemäß § 1249 BGB abgelöst wird. Leistet ein Verwandter an Stelle des Unterhaltspflichtigen Unterhalt, erlangt er Freistellung gemäß § 1607 Abs. 3 BGB.
Über die im BGB geregelten Fälle hinaus sind Legalzessionen in Spezialgesetzen enthalten, so etwa in Art. 47 Abs. 3 WechselG, § 86 VVG (Versicherer) und § 6 EFZG (Arbeitgeber) oder in § 43 RVG. Zu beachten sind zudem die sozialrechtlichen Bestimmungen in den §§ 115 f. SGB X, § 94 SGB XII, § 187, § 203, § 332 SGB III a.F., § 91 BSHG a.F. und in § 7 UVG a.F.
Der Legalzession stehen ebenso die Forderungsübergänge kraft Hoheitsakt beispielsweise aus § 835 ZPO gleich.
Im Bereich des Sozialrechts tritt häufig der Fall auf, dass Sozialleistungsträger durch Verwaltungsakt (§ 93 SGB XII) bei verarmten Sozialempfängern für diese Ansprüche auf Rückforderung einer Schenkung (§ 528 BGB) auf sich überleiten und diese dann zur Deckung ihrer Kosten geltend machen. Hat eine leistungsberechtigte Person für die Zeit, für die Leistungen erbracht werden, nach dem BGB einen Unterhaltsanspruch, so geht dieser bis zur Höhe der geleisteten Aufwendungen zusammen mit dem unterhaltsrechtlichen Auskunftsanspruch auf den Träger der Sozialhilfe über (§ 94 SGB XII).

### Funktionsweise
Fall: Ein Bürge hat sich verpflichtet, für die Verbindlichkeit eines Dritten einzustehen (§ 765 Abs. 1 BGB). Befriedigt der Bürge den Gläubiger, so geht die Forderung gemäß § 774 BGB auf den Bürgen über. Die Legalzession wird durch Zahlung oder Erfüllung ausgelöst, ohne dass die Beteiligten auf den Vorgang Einfluss nehmen. Bei der Bürgschaft beabsichtigt das Gesetz einerseits, dass der befriedigte Gläubiger seine Forderung gegen den Hauptschuldner verliert, weil ihm keine Forderung mehr zusteht. Andererseits soll dem Bürgen die Chance eingeräumt werden, mit der an ihn kraft Gesetzes übergegangenen Forderung gegen den Schuldner vorzugehen, um den durch Bürgschaftsinanspruchnahme erlittenen Vermögensverlust wieder auszugleichen.

### Forderungsübergang bei Versicherungen
Häufiger Anwendungsfall der Legalzession ist der Forderungsübergang aus unerlaubten Handlungen, wenn die Schadensrisiken durch Schadenversicherungen abgedeckt worden sind. Die Versicherung des Geschädigten steht zunächst für die Schäden ein, bekommt dafür jedoch den Ersatzanspruch des Geschädigten auf Schadensersatz kraft Gesetzes zugesprochen (Automatismus gemäß § 86 Abs. 1 VVG). Der Schadensersatzanspruch kann vom Versicherungsgeber beim Schädiger geltend gemacht werden. Das Forderungsausfallrisiko – der Schädiger ist etwa zahlungsunfähig – trägt dann der Versicherungsgeber, denn es geht mit der Forderung auf ihn über. Der Übergang der Forderung bestimmt sich in der Regel nach § 86 VVG und § 116 SGB X.

## Öffentliches Recht
Auch im öffentliche Recht findet der gesetzliche Forderungsübergang Anwendung. Wird ein Berufsbeamter verletzt oder getötet, geht ein dem Geschädigten oder dessen Rechtsnachfolger zustehender gesetzlicher Schadensersatzanspruch gemäß § 76 BBG auf den Dienstherrn über, wenn dieser während einer auf der Körperverletzung beruhenden Aufhebung der Dienstfähigkeit oder infolge der Körperverletzung oder der Tötung zur Gewährung von Leistungen verpflichtet ist. Das ist auch landesrechtlich geregelt, so dass auf den Dienstherrn eines durch einen Dritten verletzten Beamten der Anspruch auf Ersatz beispielsweise der Kosten für eine Heilbehandlung oder der Besoldung übergeht (§ 103 Hessisches Beamtengesetz – HessBG). 
Beispiel: Wird ein Beamter des Landes Hessen bei einem Verkehrsunfall durch einen Verkehrsteilnehmer schuldhaft verletzt, kann der Dienstherr, das Land Hessen, gegebenenfalls die Kosten für einen Krankenhausaufenthalt sowie – vor allem bei längerem Krankenstand – die Besoldung vom Schädiger beziehungsweise dessen Haftpflichtversicherung erstattet verlangen.